# Cullman, Alabama
Cullman là một thành phố thuộc quận Cullman, tiểu bang Alabama, Hoa Kỳ. Dân số năm 2009 là 15302 người, mật độ đạt 305 người/km².